# Dieudonné Brouwers
Corneil-Dieudonné (Dieudonné) Brouwers (Dison, 21 september 1874 - Namen, 8 november 1948) was een Belgisch historicus en algemeen rijksarchivaris van 1935 tot 1939.
Dieudonné Brouwers studeerde in 1896 af aan de Université de Liège, waar hij onder meer onderricht werd door Godefroid Kurth. In juni 1897 slaagde hij daarna in het examen voor kandidaat-archivaris. Op 27 september 1898 werd Brouwers aangesteld in het Rijksarchief te Luik. Binnen het Rijksarchief klom hij verder op. Op 25 mei 1906 werd hij rijksarchivaris in het Rijksarchief te Namen. Hij wijdde zich volledig aan dit archief en de geschiedenis van deze provincie. Dit uitte zich ook in zijn engagement in de Société archéologique de Namur, waarvan hij achtereenvolgens penningmeester, secretaris en ondervoorzitter was.
Op 15 december 1935 voerde een volgende promotie Brouwers echter weg uit Namen. Hij werd algemeen rijksarchivaris, in opvolging van Joseph Cuvelier. Tijdens de korte periode waarin hij deze taak zou uitoefenen, zorgde hij vooral voor een verdere uitbouw van het aan het archief verbonden museum. In 1939 bereikte hij de pensioenleeftijd, zodat hij op 30 september 1939 van zijn functie ontheven werd.